# سیارک ۱۳۴۹
سیارک ۱۳۴۹ (به انگلیسی: 1349 Bechuana، نامگذاری:1934LJ) هزار و سیصد و چهل و نهمین سیارک کشف شده‌است که در ۱۳ ژوئن ۱۹۳۴ کشف شد.
قدر مطلق سیارک برابر ۱۰٫۲۰ است.